# Liga Democrática de Kosovo
La Liga Democrática de Kosovo (en albanés: Lidhja Demokratike e Kosovës) es el mayor partido político de Kosovo. En las elecciones legislativas celebradas el 24 de octubre de 2004 la Liga obtuvo el 45,4% de los sufragios y 47 de los 120 escaños en el parlamento.
La Liga fue fundada en 1989 por un grupo de intelectuales encabezado por Ibrahim Rugova. El referéndum por la autodeterminación de Kosovo celebrado en 1991 fue organizado, entre otros, por la Liga Democrática de Kosovo. El miembro fundador Ibrahim Rugova fue la principal figura del independentismo kosovar y, hasta su muerte en 2006, presidente de Kosovo así como del partido.
La Liga Democrática de Kosovo aspira a un Kosovo independiente, libre y democrático. El partido se describe a sí mismo como moderno y democrático, aunando la tradición y el futuro de los albaneses y marcando el camino hacia la independencia de Kosovo.
Cientos de partidarios de la Liga Democrática de Kosovo fueron secuestrados, torturados y para algunos asesinados en prisiones secretas del Ejército de Liberación de Kosovo, sobre todo entre 1998 y 2001.
El partido está dirigido por un presidente, Rugova hasta su fallecimiento el 21 de enero de 2006, y tres vicepresidentes, en ese momento Eqrem Kryeziu, Kolë Berisha y Naim Jerliu.
El diario de Priština Bota Sot está considerado ideológicamente afín al partido.

## Historial electoral

### Asamblea de Kosovo
| Año   | Votos   | %     | Escaños | Gobierno         |
| ----- | ------- | ----- | ------- | ---------------- |
| 1992  | 574 755 | 76,38 | 96/127  | Mayoría absoluta |
| 2001  | 359 851 | 46,65 | 47/120  | Coalición        |
| 2004  | 313 437 | 45,42 | 47/120  | Coalición        |
| 2007  | 129 410 | 22,63 | 25/120  | Coalición        |
| 2010  | 172 552 | 24,69 | 27/120  | Oposición        |
| 2014  | 184 596 | 25,24 | 30/120  | Coalición        |
| 2017* | 185 892 | 25,53 | 29/120  | Oposición        |
| 2019  | 206 516 | 24,55 | 28/120  | Coalición        |
| 2021  | 110 978 | 12,73 | 15/120  | Oposición        |

*En estas elecciones, fue parte de la Coalición LAA, formada junto con La Alternativa, un partido político de corte liberal.